# 二丙胺
二丙胺也称二正丙胺，是一种可燃、高毒的腐蚀性液体，在自然界中存在于烟草叶及人工排放的工业废弃物中。接触可引起兴奋，然后出现抑郁、内出血、营养障碍或严重刺激。